# Baseball na Letnich Igrzyskach Olimpijskich 1952
Wynik meczu pokazowego w pesäpallo (fińska odmiana baseballu), rozegranego podczas Letnich IO w Helsinkach. Mecz rozegrano pomiędzy dwiema drużynami: Fińską Ligą Baseballową i Pracowniczą Federacją Lekkoatletyczną. Mecz odbył się 31 lipca 1952. Wygrała Fińska Liga Baseball'owa pokonując Pracowniczą Federację Lekkoatletyczną 8-4.

## Rezultat meczu
Fińska Liga Baseball'owa —  Pracownicza Federacja Lekkoatletyczna 8:4